# Fazlollah Zahedi

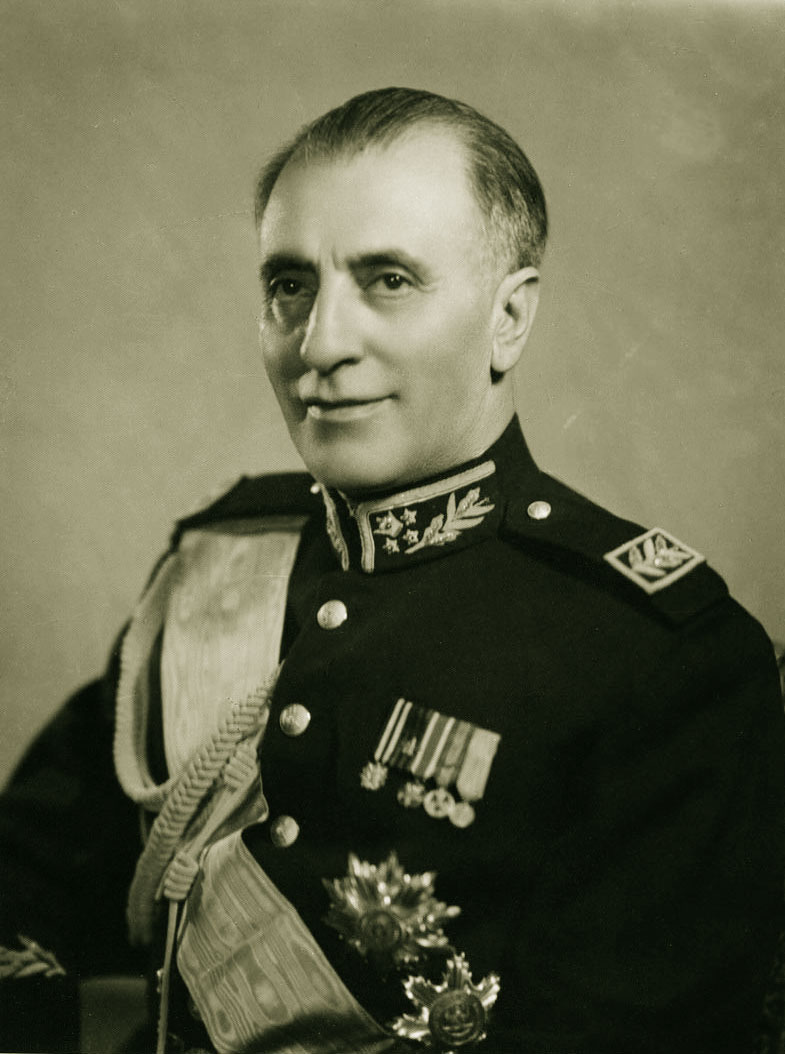
Fazlollah Zahedi

Fazlollah Zahedi (persisch فضل‌الله زاهدی‎; * 1897 in Hamadan; † 1. oder 2. September 1963 in Genf) war ein iranischer General, Politiker und Ministerpräsident.

## Leben
Zahedi trat 1916 in die persische Kosakenbrigade ein. Nach einigen Monaten militärischer Ausbildung in Teheran wurde er als Leutnant eingestuft und diente unter Reza Khan, dem späteren Reza Schah Pahlavi zunächst in Gilan bei der Bekämpfung der Dschangali-Bewegung angeführt von Mirza Kutschak Khan und iranischer Bolschewiken, die eine Iranische Sowjetrepublik ausgerufen hatten. 1921 wurde er während der Kämpfe in Aserbaidschan schwer verwundet. 1922 wird er zum Generalmajor befördert. Ein Jahr später spielte er im Juni 1922 eine führende Rolle bei der Niederschlagung eines kurdischen Aufstandes angeführt von Ismail Simko, der eine kurdische Republik errichten wollte. Er erhielt daraufhin die höchste militärische Auszeichnung des Iran, den Zolfaghar-Orden. 1923 erhielt er den Oberbefehl über die Fars-Brigade. 1926 wurde er nach Rascht versetzt und befehligte dort die Brigade. 1929 wurde Zahedi verhaftet und wegen Nachlässigkeit im Dienst zu einem Jahr Gefängnis verurteilt. Nach der Entlassung aus dem Gefängnis erhielt er 1931 zur Bewährung den Posten des Polizeichefs von Teheran. Da ihm eine Mitschuld an der erfolgreichen Flucht mehrerer Gefangener nachgewiesen werden konnte, wurde er 1931 zunächst endgültig aus dem Militärdienst entlassen, später begnadigt und im Rang eines Generals wieder eingestellt.
1941 wurde Zahedi kurz vor dem Rücktritt von Reza Schah wegen Disziplinlosigkeit erneut aus der Armee entlassen. Aufgrund seiner deutschfreundlichen Haltung geriet er nach der anglo-sowjetischen Invasion des Iran 1943 in Gefangenschaft und wurde von den Engländern in einem Gefangenenlager in Palästina interniert. Nach Ende des Zweiten Weltkrieges wurde Zahedi 1945 freigelassen. Er wurde 1949 wieder Polizeichef von Teheran. Politisch unterstützte er die Nationale Front.
Unter der ersten Regierung Mohammad Mossadegh wurde Zahedi Innenminister, doch kam es, wie Gérard de Villiers schreibt, zu einem Bruch aufgrund der Verständigungsversuche Mossadeghs mit der Tudeh-Partei des Iran, denn Zahedi, der große Ländereien besaß, galt als strenger Antikommunist. Nach seinem Bruch mit Mossadegh wurde Zahedi Mitglied im „Komitee für die Rettung des Vaterlandes“ (persisch Komitah-e Najat-e Vatan), einer Widerstandsbewegung unter iranischen Offizieren und Zivilisten.

## Putsch von 1953

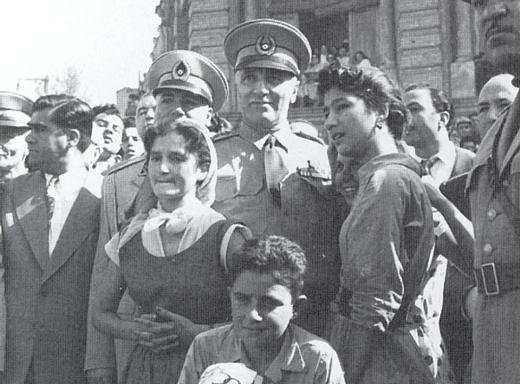
General Fazlollah Zahedi, 19. August 1953

Mohammad Reza Schah Pahlavi beauftragte den Mossadegh-Gegner Zahedi, dessen Posten als Ministerpräsident zu übernehmen. Das Dekret vom 13. August 1953 sollte die Ausgangssituation der Operation Ajax sein und hatte folgenden Wortlaut:
„Angesichts der Situation, in der sich unser Land befindet, brauchen wir einen kundigen und erfahrenen Mann, der die Zügel der Regierung in seine Hände nimmt, und da ich Ihre Fähigkeiten und Verdienste kenne, ernenne ich Sie zum Premierminister und anvertraue Ihnen die Aufgabe, durch Ihre ernsthaften Bemühungen die Situation des Landes zu verbessern, die gegenwärtige Krise zu beheben und den Lebensstandard des Volkes anzuheben.“

## Rücktritt
Im April 1955 bat Zahedi beim Schah um seinen Rücktritt mit den Worten
„die Verantwortung meines Amtes ist zu groß geworden, als dass ich sie noch länger tragen könnte.“
Daraufhin wurde Zahedi zum persischen Vertreter der UNO nach Genf entsandt, wo er auch starb. Vermutungen, wonach Zahedi „konspirative Absichten“ gehabt haben könnte, und daher der Schah indirekt Zahedi mitteilen ließ, er müsse zurücktreten, beschreibt de Villiers mit gesteigerten Aktivitäten Zahedis, die der misstrauische Schah nach dem Fall Mossadegh nicht mehr erleben mochte.

## Ehrungen
- 1956: Großkreuz des Verdienstordens der Bundesrepublik Deutschland